# Fundación Síndrome de Falsa Memoria
La Fundación del Síndrome de Falsa Memoria, o Fundación del Síndrome de Falso Recuerdo (False Memory Syndrome Foundation, FMSF) fue una organización sin fines de lucro fundada en 1992 y disuelta a finales de 2019.
La FMSF fue creada por Pamela y Peter Freyd, después de que su hija adulta, Jennifer Freyd, acusara a Peter Freyd de abuso sexual cuando era una niña
La FMSF describía su objetivo como examinar el concepto de síndrome de falso recuerdo (false memory syndrome, FMS) y la terapia de recuperación de recuerdos, y defender el nombre de las personas que se cree que fueron acusadas falsamente de abuso sexual infantil con un enfoque en la prevención de futuros incidentes, ayudando a las personas y reconciliando a las familias afectadas por el síndrome de falsos recuerdos, publicitando información sobre el FMS, patrocinar investigaciones sobre el mismo y descubrir métodos para distinguir recuerdos verdaderos y falsos de abuso. 
El grupo inicial estaba compuesto por académicos y profesionales y la organización buscó investigadores en los campos de la memoria y la práctica clínica para formar su consejo asesor. El objetivo de la FMSF se amplió para convertirse en algo más que una organización de defensa, y también intentar abordar los problemas de memoria que parecían haber causado los cambios de comportamiento en sus hijos ahora adultos.
Mike Stanton en Columbia Journalism Review declaró que la FMSF "ayudó a revolucionar la forma en que la prensa y el público ven uno de los debates más polémicos en Estados Unidos: si un adulto puede recordar repentinamente un abuso infantil olvidado hace mucho tiempo". La fundación difundió los términos síndrome de falso recuerdo y terapia de recuperación de recuerdos para describir, respectivamente, lo que hipotetizaron que era la tendencia de los pacientes a las confabulaciones creadas por psicoterapia inapropiada y los métodos a través de los cuales se crean estas confabulaciones. Ninguno de los dos términos está reconocido por el Manual Diagnóstico y Estadístico de los Trastornos Mentales, pero han sido incluidos en algunas pautas de asesoramiento público relacionadas con la salud mental. La FMSF ha sido acusada de tergiversar la ciencia de la memoria, proteger a los abusadores de niños y alentar una negación social de la existencia del abuso sexual infantil.

## Historia
En 1990, Jennifer Freyd, con el apoyo de su abuela y su tío, acusó en privado a su padre de abusar sexualmente de ella durante su adolescencia después de supuestamente recuperar recuerdos que surgieron después del tratamiento por parte de un terapeuta por problemas relacionados con la ansiedad severa con respecto a una próxima visita de sus padres. Peter Freyd, el padre de Jennifer, negó haber abusado sexualmente de su hija. Según Philadelphia Magazine, Peter Freyd dijo que alguien en la casa de Freyd habría estado al tanto del presunto abuso, porque el perro de Freyd habría ladrado debido a la conmoción provocada por su presunto abuso.
En una carta escrita a PBS Frontline en respuesta a un documental que hacía referencia a denuncias de incesto, el hermano de Peter Freyd y el tío de Jennifer Freyd, William, declararon que Freyd y su esposa Pamela crecieron en el mismo hogar como hermanastros. Agregó que, en su opinión, "La Fundación del Síndrome de la Falsa Memoria está diseñada para negar una realidad de la que Peter y Pam han pasado la mayor parte de sus vidas tratando de escapar", y que estaba seguro de que su sobrina sufrió abusos.
En 1991, Pamela Freyd publicó un relato anónimo en primera persona de la acusación en una revista que se centró en las falsas acusaciones de abuso sexual infantil. El artículo se reprodujo y circuló ampliamente, incluso en el departamento de psicología de la Dra. Freyd en la Universidad de Oregón, donde enseñaba. Jennifer Freyd declaró más tarde que las copias enviadas a su lugar de trabajo contenían notas que eliminaban el anonimato del artículo y que contenía numerosas inexactitudes, incluidas las circunstancias de los recuerdos originales del abuso y la descripción de su vida personal. La FMSF fue formada un año después por Pamela y Peter Freyd, con el apoyo y el aliento de los terapeutas Hollida Wakefield y Ralph Underwager. Inicialmente, los primeros miembros y el consejo asesor de la FMSF estaban formados por padres que habían sido acusados de abusar sexualmente de sus hijos, ahora adultos, cuando eran más pequeños, pero se expandió rápidamente para incluir profesionales con experiencia en el área de la memoria, entre ellos la psicóloga Elizabeth Loftus.
La FMSF declaraba 2000 miembros en 1993.
Ralph Underwager, ministro religioso y psicólogo estadounidense que trabajó como testigo de la defensa de adultos acusados de abuso sexual infantil en las décadas de 1980 y 1990, era miembro del consejo asesor científico de la fundación en 1993 cuando sus comentarios de una entrevista de 1991 que él y su esposa Hollida Wakefield dieron a Paidika: The Journal of Pedophilia salieron a la luz pública. El artículo contenía declaraciones que se interpretaron como apoyo a la pedofilia. En particular, cuando se le preguntó "¿Elegir la pedofilia para usted es una elección responsable para los individuos?" Underwager respondió,

Seguro que es responsable. Lo que me llamó la atención a medida que llegué a saber más y comprender a las personas que eligen la pedofilia es que se dejan definir demasiado por otras personas. Esa suele ser una definición esencialmente negativa. Los pedófilos dedican mucho tiempo y energía a defender su elección. No creo que un pedófilo necesite hacer eso. Los pedófilos pueden afirmar audaz y valientemente lo que elijan. Pueden decir que lo que quieren es encontrar la mejor manera de amar. Yo también soy teólogo y como teólogo creo que es voluntad de Dios que haya cercanía e intimidad, unidad de la carne, entre las personas. Un pedófilo puede decir: "Esta cercanía es posible para mí dentro de las elecciones que he hecho". Los pedófilos están demasiado a la defensiva. Van por ahí diciendo: "Ustedes están diciendo que lo que elijo es malo, que no es bueno. Me están metiendo en la cárcel, me están haciendo todas estas cosas terribles. Tengo que definir mi amor como si fuera de una forma u otra ilícito”. Lo que creo es que los pedófilos pueden afirmar que la búsqueda de la intimidad y el amor es lo que eligen. Con audacia, pueden decir: "Creo que esto es, de hecho, parte de la voluntad de Dios". Tienen derecho a hacer estas declaraciones por sí mismos como elección personal. Ahora bien, si pueden o no persuadir a otras personas de que tienen razón es otro asunto (risas).
Ralph Underwager

Esto produjo controversia, y Underwager renunció al consejo asesor científico de la FMSF. Underwager declaró más tarde que las citas en el artículo de Paidika se sacaron de contexto, se usaron para desacreditar su capacidad de testificar en los tribunales y, a través de la culpabilidad por asociación, dañar la reputación de la FMSF.
Los fundadores de la Fundación FMS estaban preocupados de que se informara sobre supuestos "recuerdos recuperados" usando técnicas de terapia controvertidas, entre ellas hipnosis, técnicas de relajación, imágenes guiadas, entrevistas mediadas por drogas, recuerdos corporales, interpretación literal de sueños y diario. La posición de la FMSF es que no hay evidencia científica de que el uso de técnicas de alteración de la conciencia como estas puedan revelar o elaborar con precisión información fáctica sobre experiencias pasadas previamente olvidadas, incluido el abuso sexual.
La FMSF se disolvió el 31 de diciembre de 2019, citando el creciente número de foros de Internet en los que personas preocupadas por los falsos recuerdos planeaban reunirse fuera de la Fundación.